# Burgstall Nößlbach
Der Burgstall Nößlbach bezeichnet eine abgegangene Höhenburg auf 489 m ü. A. im Ortsteil Hundbrenning der Gemeinde Rohrbach-Berg im Bezirk Rohrbach von Oberösterreich (gegenüber Nößlbach 15).
Im Ort Nößlbach befindet sich ein Burgstall mit drei Wällen und einem Grabenrest. Urkundliche Nachrichten liegen nicht vor. Aber die Namen Schloßholz für den Bergrücken, Schloßbergacker für den eingeebneten Burgplatz und Burgstall für eine Wiese, die zum Bach abfällt, erinnern an diese mittelalterliche Höhenburg.
Vor dem Bau der Haslacher Bahnhofstraße (1890) dürfte der äußere Wall bis zur Großen Mühl herabgereicht haben. 1964 wurde der Burgstall bei einer Straßenverbreiterung etwas angegraben. Auch durch einen Bringungsweg sind geringfügige Beschädigungen erfolgt. Bei einer Versuchsgrabung im Jahre 1931 wurden in einer Brandschichte einige uncharakteristische mittelalterliche Tonscherben (aus dem 14. Jahrhundert) und ein gotischer Schlüssel gefunden. Die Fundstücke sind im Besitz des Haslacher Heimathauses. Der Burgstall wurde auch von Raubgräbern zerwühlt.

## Literatur

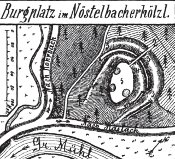
Planskizze des Burgstalls Nößlbach von Ludwig Benesch